# Franz Josef Kurmann
Franz Josef Kurmann (Alberswil, 18 luglio 1917 – Willisau Land, 18 ottobre 1988) è stato un politico, avvocato e notaio svizzero. La sua principale opera politica fu la riforma del Partito Popolare Democratico (PPD) nel 1970-71.

## Biografia

### Studi e carriera professionale
Figlio di Anton Kurmann, agricoltore, dopo il liceo alla scuola abbaziale di Einsiedeln, studiò diritto ed economia politica alle Università di Friburgo, Losanna e Ginevra, laureandosi in diritto nel 1943. Avvocato e notaio indipendente dal 1945, fu dal 1947 al 1952 amministratore delegato della Cassa di soccorso per i contadini del canton Lucerna. Dal 1952 al 1977 fu redattore del Willisauer Bote. Sposò Josefina Johanna Steger, figlia di Josef Steger, maestro panettiere e commerciante. Fu inoltre membro della Società degli studenti svizzera a partire dal 1940, presidente dell'Associazione svizzera per la stampa cattolica dal 1973 al 1987 e membro di diversi consigli di amministrazione.

### Attività politica
La sua attività politica iniziò come membro del partito conservatore, con il quale divenne membro del Gran Consiglio del Canton Lucerna dal 1955 al 1959 e presidente della sezione cantonale dal 1956 al 1964. Dal 1955 al 1971 fu membro del Consiglio nazionale, venendo anche eletto presidente del Consiglio nazionale nel 1965. Leader riconosciuto dei contadini lucernesi, era un esperto di politica agricola e divenne uno specialista di commercio estero e di finanziamento delle costruzioni stradali. Per rafforzare la condotta politica, Kurmann promosse l'idea di definire obiettivi di legislatura che accomunassero i partiti rappresentati nel Consiglio federale.
Durante il suo mandato svolse importanti ruoli all'interno del partito, rinominato prima partito conservatore cristiano-sociale della Svizzera nel 1957 e poi Partito Popolare Democratico nel 1970. Dal 1960 al 1968 divenne membro del comitato direttivo e vicepresidente, e poi presidente dal 1968 al 1973. Da presidente dei conservatori portò avanti una riforma del partito nel 1970-1971, attraverso la quale esso adottò un programma all'insegna dell'apertura, divenendo un'organizzazione politica moderna, abbandonò la denominazione di "conservatore" per quella di "democratico-cristiano" e passò dalla destra a una posizione di centro.